# Lisa Nandy

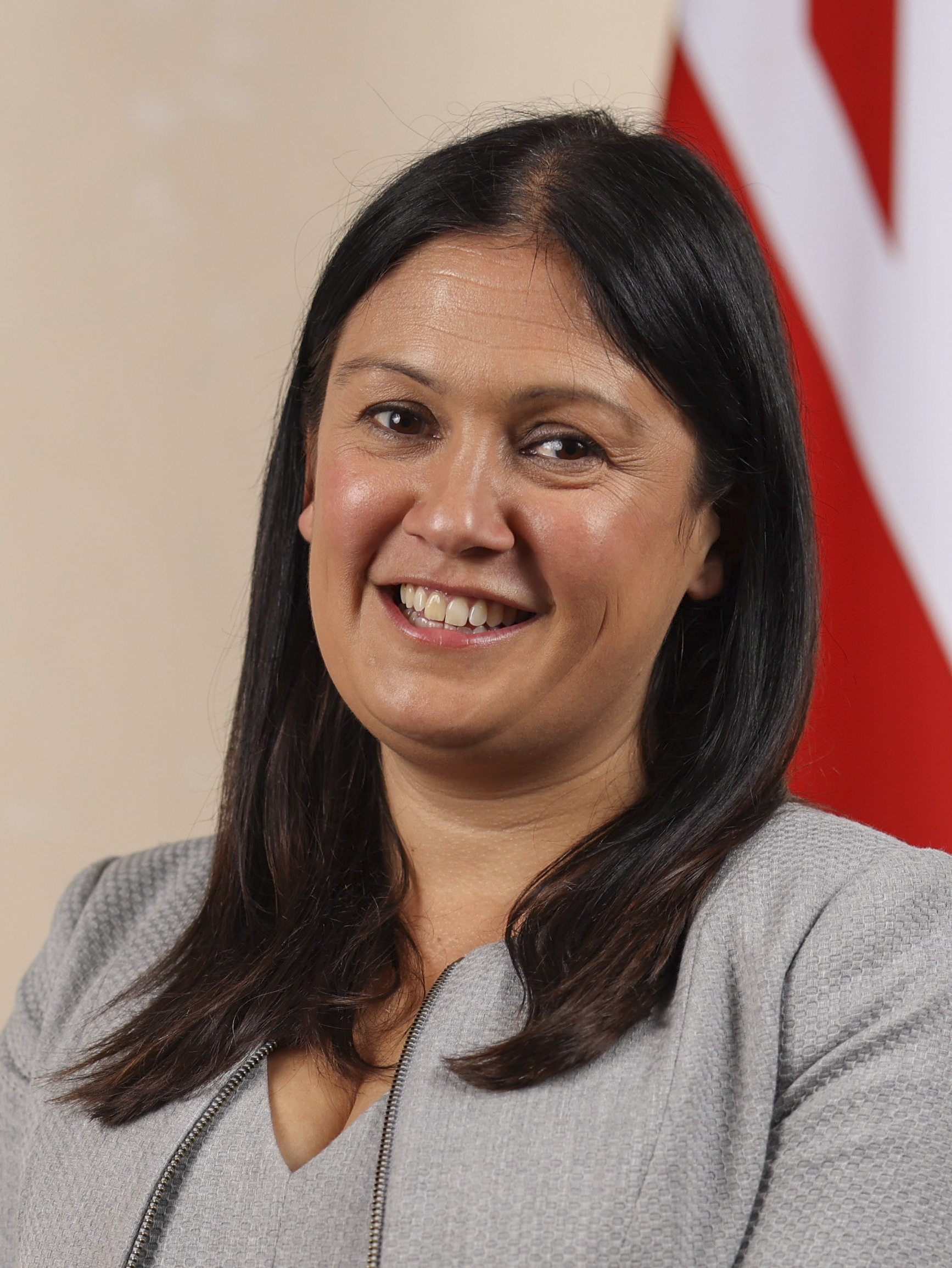
Lisa Nandy (2024)

Lisa Eva Nandy MP (* 9. August 1979 in Manchester) ist eine britische Politikerin der Labour Party und Abgeordnete im House of Commons. Sie vertritt dort seit den Britischen Unterhauswahlen 2010 den Wahlkreis Wigan.

## Biographie
Nandy wurde in Manchester geboren und wuchs sowohl dort als auch in Bury (Greater Manchester) auf. Väterlicherseits ist sie indischer Abstammung. Sie studierte Politikwissenschaften an der Newcastle University und an der Birkbeck, University of London. Danach arbeitete sie für The Children's Society, eine Organisation, die sich für Kinderrechte einsetzt. Zwischen 2006 und 2010 war sie als Kommunalpolitikerin im London Borough of Hammersmith and Fulham tätig.
Im Februar 2010 wurde sie Kandidatin der Labour Party in Wigan aufgestellt. Sie gewann die Wahl mit 48,5 % der Wählerstimmen. Nandy war die erste weibliche Abgeordnete ihres Wahlkreises. Bei den Britischen Unterhauswahlen 2015 konnte sie ihr Wahlergebnis auf 52,2 % verbessern. Bei der Britischen Unterhauswahlen 2017 erreichte sie 62,2 % der Wählerstimmen in ihrem Wahlkreis. Bei der Unterhauswahl 2019 verlor Nandy jedoch 15,5 Prozentpunkte und bekam lediglich 46,7 % der Wählerstimmen. Dennoch konnte sie ihr Abgeordnetenmandat verteidigen.
Mehrmals wurde spekuliert, Nandy könnte sich für den Vorsitz der Labour Party bewerben und damit Jeremy Corbyn ersetzen. Die Geburt ihres Sohnes gilt als einer der Hauptgründe für ihre Entscheidung, dies nicht zu tun. Sie unterstütze Corbyns Herausforderer Owen Smith. Dem Schattenkabinett Corbyns gehörte Nandy zwischen September 2015 und Juni 2016 als Schattenministerin für Energiefragen an. Nachdem Corbyn nach der für die Labour Party desaströsen Unterhauswahl 2019 erklärte, bei der kommenden Wahl nicht mehr als Spitzenkandidat zur Verfügung zu stehen und somit auch seine Intention, den Parteivorsitz abzugeben, gab Nandy an, offen für eine Kandidatur für diesen zu sein.
Sie befürwortet die gleichgeschlechtliche Ehe. Am 22. Oktober 2019 votierte sie als eine von 19 Angehörigen der Labour Party für Boris Johnsons European Union (Withdrawal Agreement) Bill.
Am 5. Juli 2024 wurde Nandy zur Ministerin für Kultur, Medien und Sport nach der Britischen Unterhauswahl 2024 im Kabinett Starmer ernannt.